# Universidad Estatal de Ohio
La Universidad Estatal de Ohio (en idioma inglés Ohio State University) es una universidad pública estadounidense en Columbus, Ohio. Es la institución insignia del Sistema Universitario de Ohio y se considera una Public Ivy. Fue fundada el 22 de marzo de 1870 como universidad estatal de concesión de tierras, y actualmente es la universidad con el segundo mayor número de estudiantes matriculados del país.
La dotación financiera de la universidad es de $7.4 mil millones, y en 2023 esta se encontró entre las más altas del mundo. Entre los alumnos y docentes tanto presentes como pasados de la universidad, se encuentran 5 premios Nobel, 9 Rhodes Scholars, 7 Churchill Scholars, 1 medallista de Fields, 8 ganadores del Premio Pulitzer, 73 Goldwater Scholars, 6 Senadores de los Estados Unidos, 15 Representantes de los Estados Unidos, y 106 medallistas olímpicos. Se clasifica como una universidad R1.  
Sus equipos deportivos, los Ohio State Buckeyes, compiten en la Big Ten Conference de la División I de la NCAA. Han ganado ocho campeonatos nacionales de fútbol americano universitario y un campeonato nacional de baloncesto masculino. Además tuvo deportistas destacados en otros deportes, como el golfista Jack Nicklaus y el atleta Jesse Owens.

## Historia
Fue fundada en 1870 con el nombre de Colegio Agrícola y Mecánico de Ohio. Estaba situada originalmente dentro de una comunidad granjera localizada en el límite norte de Columbus. Mientras algunos intereses en el Estado habían deseado que la nueva universidad se enfocase en matrícular alumnos de varias disciplinas agrícolas y mecánicas, el gobernador Rutherford B. Hayes planeó una universidad clásica y comprensiva y manipuló su ubicación. Ese año la universidad abrió sus puertas para su primera promoción con 24 estudiantes.
Ohio State inició aceptando estudiantes graduados en los años 1880, y en 1891 se creó la escuela de Derecho, Morritz College of Law. Más tarde se crearían las facultades de Medicina, Odontología, Comercio y Periodismo.
Aunque el desarrollo había sido difícil en los años 1870 por la hostilidad de los intereses agrícolas del Estado y la competición por recursos con la Universidad Miami y la Universidad de Ohio, ambos problemas fueron resueltos finalmente.

## Academia
La universidad se encuentra posicionada en el puesto 53 a nivel nacional de acuerdo con los rankings de U.S. News & World Report en 2021, y en el puesto 17 entre universidades públicas. A nivel internacional en 2021, la Universidad Estatal de Ohio se encuentra en el puesto 103 mundial de acuerdo con el Ranking Mundial de Universidades QS, en el puesto 80 de acuerdo con el ranking realizado por Times Higher Education, y en el puesto 45 de acuerdo con U.S. News & World Report.

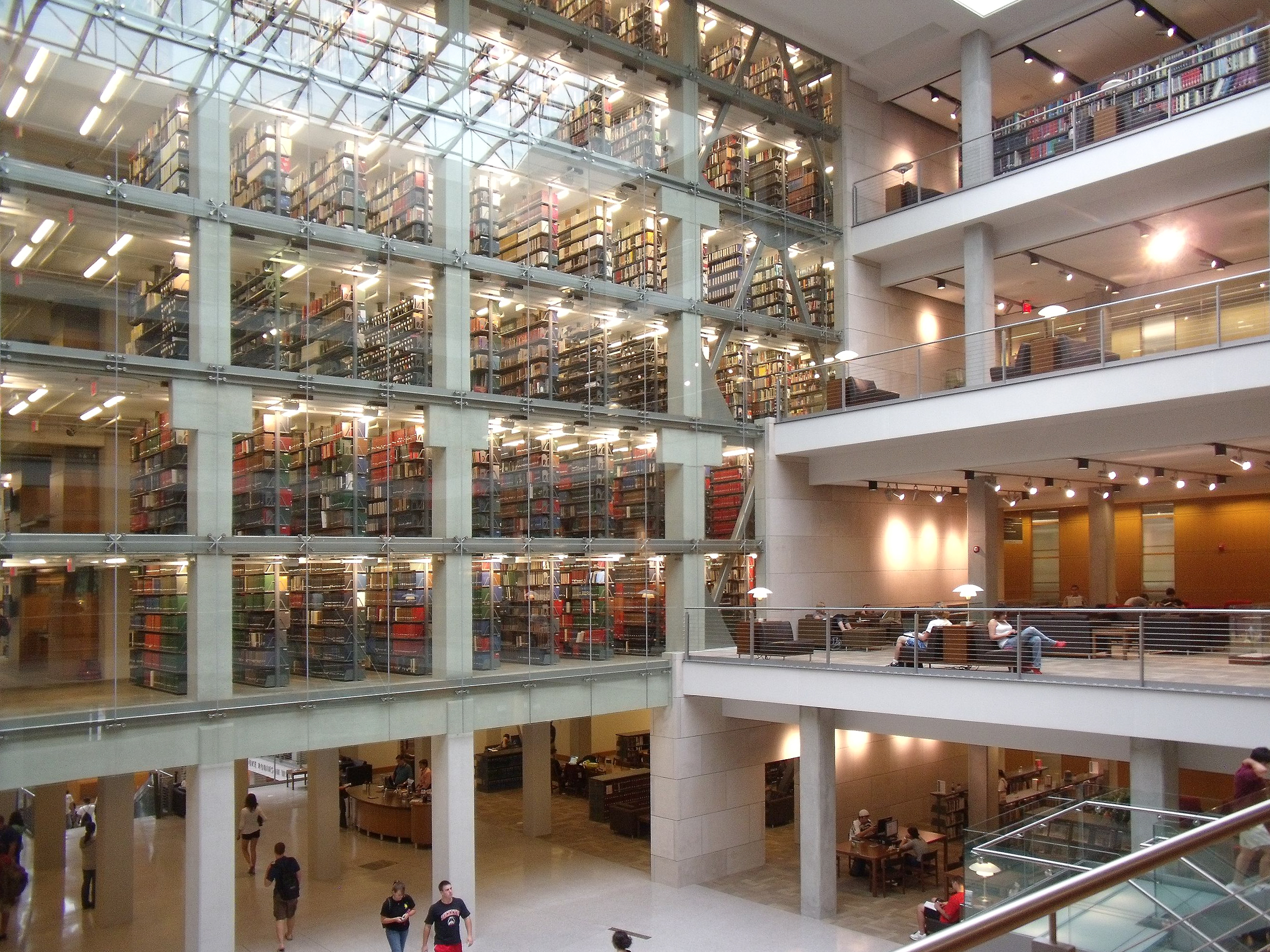
El Atrio Este en el William Oxley Thompson Memorial Library.